# TT281
TT281 (Theban Tomb 281) è la sigla che identifica una delle Tombe dei Nobili ubicate nell'area della cosiddetta Necropoli Tebana, sulla sponda occidentale del Nilo dinanzi alla città di Luxor, in Egitto. Destinata a sepolture di nobili e funzionari connessi alle case regnanti, specie del Nuovo Regno, l'area venne sfruttata, come necropoli, fin dall'Antico Regno e, successivamente, sino al periodo Saitico (con la XXVI dinastia) e Tolemaico.

## La tomba
Titolatura di Mentuhotep III:
| G5 |

| G5 |

| S29 | S34 | N16 · N16 | I9 |

| S29 | S34 | N16 · N16 | I9 |

| S29 | S34 | N16 · N16 | I9 |

| S29 | S34 | N16 · N16 | I9 |

| S29 | S34 | N16 · N16 | I9 |

| S29 | S34 | N16 · N16 | I9 |

| S29 | S34 | N16 · N16 | I9 |

| S29 | S34 | N16 · N16 | I9 |

| G16 |

| G16 |

| S29 | S34 | N16 · N16 | I9 |

| S29 | S34 | N16 · N16 | I9 |

| G8 |

| G8 |

| R4 · G5 · S12 |

| R4 · G5 · S12 |

| M23 · X1 | L2 · X1 |

| M23 · X1 | L2 · X1 |

| N5 | S29 | S34 | D28 |

| N5 | S29 | S34 | D28 |

| N5 | S29 | S34 | D28 |

| N5 | S29 | S34 | D28 |

| N5 | S29 | S34 | D28 |

| N5 | S29 | S34 | D28 |

| N5 | S29 | S34 | D28 |

| N5 | S29 | S34 | D28 |

| G39 | N5 |

| G39 | N5 |

| Y5 · n | V13 | w | R4 · t | p |

| Y5 · n | V13 | w | R4 · t | p |

| Y5 · n | V13 | w | R4 · t | p |

| Y5 · n | V13 | w | R4 · t | p |

| Y5 · n | V13 | w | R4 · t | p |

| Y5 · n | V13 | w | R4 · t | p |

| Y5 · n | V13 | w | R4 · t | p |

| Y5 · n | V13 | w | R4 · t | p |

Benché annoverato tra le Tombe dei Nobili della Necropoli di Tebe, di fatto si tratta di un complesso funerario reale incompiuto, nell'area di Deir el-Bahari, a lungo assegnato al re Mentuhotep Sankhkara (Mentuhotep III) della XI dinastia. Recenti studi hanno tuttavia appurato che possa più compiutamente essere assegnato ad Amenemhat I. Nell'area in cui si trova il complesso, infatti, si apre anche la TT280 di Meketre al cui interno sono stati rinvenuti da Herbert Eustis Winlock frammenti di sarcofago, oggi al Metropolitan Museum di New York (cat. da 20.3.101 a 20.3.122), che presentano una doppia iscrizione sovrapposta: una prima iscrizione geroglifica venne incisa direttamente sul legno che venne quindi ricoperto di gesso su cui venne applicata una sottile laminatura in oro su cui venne nuovamente inciso il testo in forma paleograficamente caratteristica di un periodo non antecedente al regno di Amenemhat. È stato ipotizzato, ma anche escluso, un riuso del sarcofago dopo Meketre. Un'ipotesi alternativa più accettata accademicamente è che la duplice iscrizione derivi dal fatto che il sarcofago fosse verosimilmente già pronto prima della morte di Meketre durante il regno di Mentuhotep III e riadattato, quindi, alla morte effettiva avvenuta durante il regno di Amenemhat I, primo sovrano della XII dinastia.
Titolatura di Amenemhat I:
| G5 |

| G5 |

| s | R4 · ib | N16 · N16 |

| s | R4 · ib | N16 · N16 |

| s | R4 · ib | N16 · N16 |

| s | R4 · ib | N16 · N16 |

| s | R4 · ib | N16 · N16 |

| s | R4 · ib | N16 · N16 |

| s | R4 · ib | N16 · N16 |

| s | R4 · ib | N16 · N16 |

| G16 |

| G16 |

| s | R4 · ib | N16 · N16 |

| s | R4 · ib | N16 · N16 |

| G8 |

| G8 |

| F36 · G5 · S12 |

| F36 · G5 · S12 |

| M23 · X1 | L2 · X1 |

| M23 · X1 | L2 · X1 |

| N5 | s | R4 · ib |

| N5 | s | R4 · ib |

| N5 | s | R4 · ib |

| N5 | s | R4 · ib |

| N5 | s | R4 · ib |

| N5 | s | R4 · ib |

| N5 | s | R4 · ib |

| N5 | s | R4 · ib |

| G39 | N5 |

| G39 | N5 |

| i | mn · n | m | F4 |

| i | mn · n | m | F4 |

| i | mn · n | m | F4 |

| i | mn · n | m | F4 |

| i | mn · n | m | F4 |

| i | mn · n | m | F4 |

| i | mn · n | m | F4 |

| i | mn · n | m | F4 |

### Annotazioni
1. ↑  La prima numerazione delle tombe, dalla numero 1 alla 252, risale al 1913 con l'edizione del "Topographical Catalogue of the Private Tombs of Thebes" di Alan Gardiner e Arthur Weigall. Le tombe erano numerate in ordine di scoperta e non geografico; ugualmente in ordine cronologico di scoperta sono le tombe dalla 253 in poi.
2. ↑  I campi della Duat, ovvero l'aldilà egizio, si trovavano, secondo le credenze, proprio sulla riva occidentale del grande fiume.
3. ↑  Nella sua epoca di utilizzo, l'area era nota come "Quella di fronte al suo Signore" (con riferimento alla riva orientale, dove si trovavano le strutture dei Palazzi di residenza dei re e i templi dei principali dei) o, più semplicemente, "Occidente di Tebe".
4. ↑  Direttore del Metropolitan Museum dal 1932 al 1939.

### Fonti
1. ↑  Gardiner e Weigall 1913.
2. ↑  Donadoni 1999,  p. 115.
3. ↑  Porter e Moss 1927,  p. 364.
4. ↑  Arnold 1991, p. 21.
5. ↑  Allen 2003,  p. 19.